# Johann Meyer (Kaufmann)

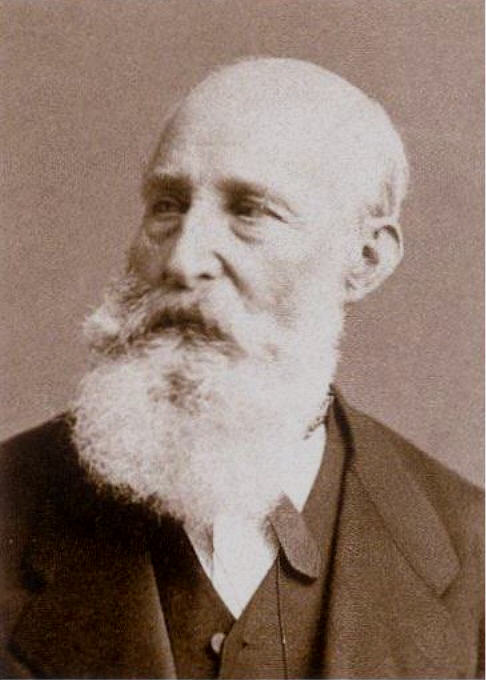
Johann Meyer

Johann Peter Kaspar Meyer (* 28. Januar 1800 in Hannover; † 6. Januar 1887 in Dresden) war ein deutscher Großkaufmann, Stifter und Ehrenbürger der Stadt Dresden. Er gilt als einer der Begründer des sozialen Wohnungsbaus. 

## Leben

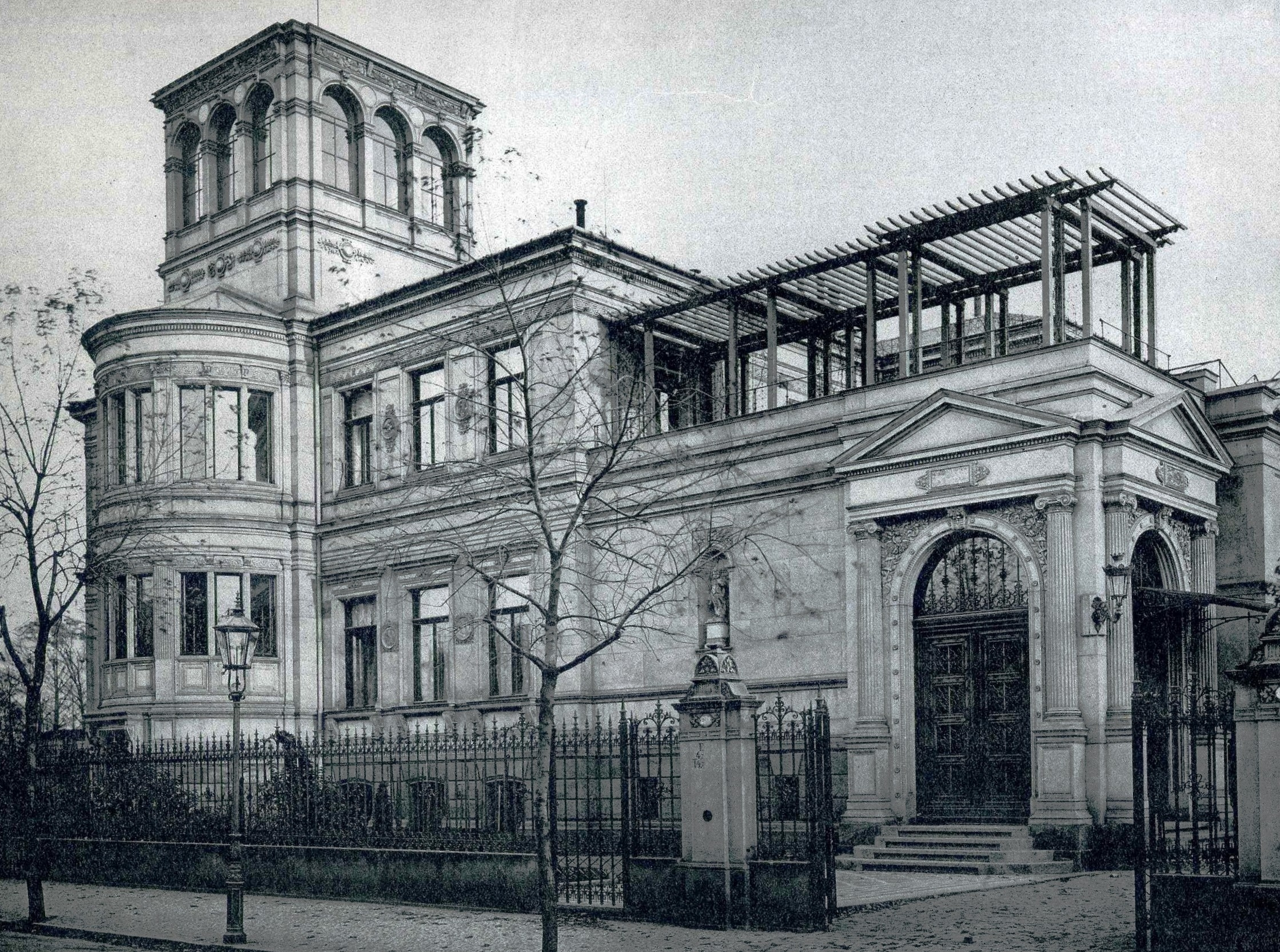
Villa von Johann Meyer in der Beuststraße 1 in Dresden (1945 zerstört)

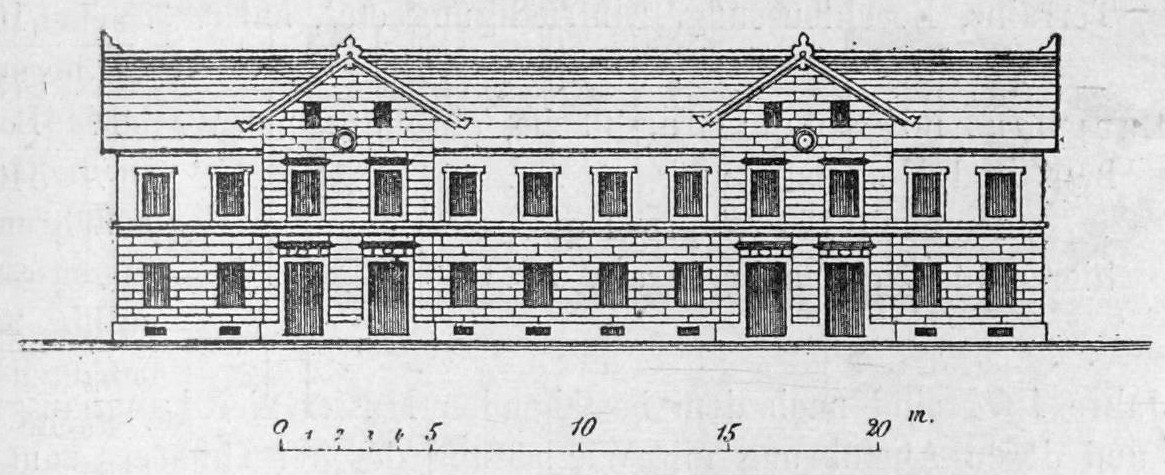
Fassade eines von Meyer gestifteten Wohnhauses

Er war der Sohn mittelloser Eltern aus Hannover. Bereits im Kleinkindesalter gelangte er mit diesen nach Sankt Petersburg, wo er vom Architekten Heinrich Nicolai die dortige St. Petrischule besuchte. Anschließend nahm er in Russland eine Lehre zum Kaufmann auf. Als solcher gründete er die eigene Firma „Johann Meyer“. Hauptsächlich importierte er Waren nach Russland, die er mit Gewinn weiterverkaufte und so relativ schnell zu Wohlstand und Ansehen gelangte. Aus dieser Zeit stammt auch sein Spitzname Der russische Meyer.
In Russland wurde er vor allem als Salz- und Baumwollmogul und Mitgründer der ersten russischen Eisenbahnen bekannt. 
Meyer verließ Russland 1850 und ließ sich 1856 in Dresden nieder. In der Hauptstadt des Königreichs Sachsen ließ er sich eine eigene Villa in der Beuststraße 1/Ecke Parkstraße errichten lebte und dort bis zu seinem Lebensende. Er starb kurz vor seinem 87. Geburtstag und wurde auf dem Trinitatisfriedhof beigesetzt. In dieser Zeit stiftete er über eine halbe Million Reichsmark an öffentliche und soziale Einrichtungen in der Stadt. Beispielsweise stiftete er 1872 100.000 Mark für den Bau von Arbeiterwohnhäusern im Dresdner Hechtviertel.
Die von Johann Meyer ins Leben gerufene Stiftung hatte bis zum Jahre 1950 in der DDR Bestand und wurde dann aufgelöst.

## Ehrungen
Meyer wurde am 1. Mai 1866 anlässlich der Einweihung des neuen Gebäudes der Kreuzschule zum Ehrenbürger der Stadt Dresden ernannt. Außerdem ist in der Oppellvorstadt, dem heutigen Hechtviertel, eine Straße nach ihm benannt worden.